# Leszek Starzyński
Leszek Starzyński vel Leszek Jerzy Dominowski pseud. Malewa (ur. 5 lutego 1922 w Krakowie, zm. 21 października 1990 w Kingston (Ontario)) – żołnierz Wojska Polskiego, oficer Polskich Sił Zbrojnych i Armii Krajowej, porucznik łączności, cichociemny.

## Życiorys
W 1939 roku ukończył I Państwowe Gimnazjum i Liceum im. Stefana Batorego w Warszawie. 
We wrześniu 1939 roku był ochotniczo gońcem motocyklowym swojego ojca w Sztabie Obrony Warszawy. Około 10 września, na polecenie stryja, prezydenta Warszawy zorganizował sekcję gońców motocyklowych, która funkcjonowała do kapitulacji Warszawy. W październiku rozpoczął działalność konspiracyjną, ale 4 kwietnia 1940 roku przekroczył granicę polsko-węgierską. 17 kwietnia dotarł do Francji, gdzie został skierowany do dywizjonu rozpoznawczego 3 Dywizji Piechoty. W czerwcu 1940 roku, nie zdążywszy na statek do Wielkiej Brytanii, udał się do nieokupowanej Francji i dopiero stamtąd 14 lipca dotarł do Wielkiej Brytanii, gdzie został przydzielony do Oddziału Rozpoznawczego 1 Brygady Strzelców. Pierwszą połowę 1942 roku spędził na nauce w Szkole Podchorążych Łączności.
Zgłosił się do służby w kraju. W pierwszym kwartale 1943 roku odbył kurs polskiej szkoły wywiadu (pod kamuflażem Oficerskiego Kursu Doskonalenia Administracji Wojskowej). Po przeszkoleniu w dywersji ze specjalnością w radiotelegrafii został zaprzysiężony 19 października 1943 roku i przerzucony do Głównej Bazy Przerzutowej w Brindisi we Włoszech. Transportu dokonano w nocy z 25 na 26 lipca 1944 roku w ramach operacji „Wildhorn III” („Most III”). Samolot Dakota wylądował na placówce odbiorczej „Motyl” między wsiami Wał-Ruda i Jadowniki Mokre. Cichociemni zostali zabrani przez odbierające jednostki do wsi Kwików, gdzie w domu Jana Walczaka zostali powitani przez kapelę ludową grającą im krakowiaka „Bartoszu! Bartoszu! Hej nie traćwa nadziei”.
Pozostawał w dyspozycji Komendy Głównej AK w Warszawie.
W czasie powstania warszawskiego od 3 sierpnia walczył w Zgrupowaniu Radosław, a od 5 sierpnia służył w Komendzie Warszawskiego AK, gdzie był radiotelegrafistą radiostacji nr 13 zlokalizowanej przy placu Napoleona i w kawiarni „Adria”.
Po upadku powstania był więziony w obozach jenieckich w Sandbostel i w oflagu X C w Lubece. Po uwolnieniu przez wojska angielskie 11 maja 1945 roku zameldował się w Oddziale VI NW w Londynie. Po demobilizacji 24 kwietnia 1947 roku wstąpił do PKPR, z którego został zwolniony 24 kwietnia 1949 roku.
Osiedlił się w Londynie. Ukończył studia na Wydziale Ekonomii i Handlu Polish University College w zakresie ekonomii ze statystyki. Pracował jako robotnik na nocnej zmianie w fabryce żarówek. W 1952 roku wyemigrował do Kanady, gdzie początkowo został zatrudniony w Urzędzie Federalnym w Ottawie, a od 1960 w prywatnych przedsiębiorstwach przemysłu metalowego, w Kingston (Ontario), Montrealu, Quebec i w latach 1977–1985 w Genewie. W 1985 roku przeszedł na emeryturę.
Był autorem wspomnień: Kartki z pamiętnika,  Po obu stronach eteru i Chleb w zupie opublikowanych w książce Drogi cichociemnych... (wyd. I, II, III, Veritas, Londyn, 1954, 1961, 1972, Bellona, Warszawa, 1993, 2008).

## Awanse
- podporucznik – 10 października 1943 roku
- porucznik – 11 czerwca 1946 roku, ze starszeństwem z dniem 1 stycznia 1945 roku.

## Odznaczenia
- Krzyż Walecznych – czterokrotnie
- Srebrny Krzyż Zasługi z Mieczami
- Medal Wojska.

## Życie rodzinne
Był synem Mieczysława, legionisty, brata prezydenta Warszawy, i Marii z domu Falkowskiej. Był dwukrotnie żonaty, z Polką i Dunką. Nie miał dzieci.